# 宇航員海
65°00′S 45°00′E / 65.000°S 45.000°E

南极洲地形图

宇航員海（英语：Cosmonauts Sea）是南冰洋的陸緣海，位於南極洲的恩德比地沿岸對開海域，面積699,000平方公里，東面是英聯邦海，西面是里瑟爾-拉森海。面积为699,000 平方公里。